# الكونغرس الوطني للهنود الأمريكيين
الكونغرس الوطني للهنود الأمريكيين أو ما يعرف بالمؤتمر الوطني للهنود الأمريكيين (NCAI). هو منظمة حقوقية للهنود الأمريكيين وسكان ألاسكا الأصليين. تأسس في عام 1944 لتمثيل القبائل ومقاومة ضغوط الحكومة الفيدرالية لإنهاء الحقوق القبلية. و كانت هذه الضغوط تتعارض مع حقوقهم التعاهدية ووضعهم ككيانات ذات سيادة.

## التأسيس
في القرن العشرين، نشأ جيل من الأمريكيين الأصليين الذين تعلموا في مدارس داخلية متعددة القبائل. بدأوا في التفكير برؤية أمريكية شاملة، وتعلموا تشكيل تحالفات قبلية. حيث شعروا بشكل متزايد بالحاجة إلى العمل معًا سياسيًا من أجل القدرة على التعامل مع الحكومة الفيدرالية للولايات المتحدة. و اعتقد الناشطين أنه يتعين على الهنود العمل معًا لتقوية موقفهم السياسي. فقام الناشطيين بتشكيل المؤتمر الوطني للهنود الأمريكيين لإيجاد طرق لتنظيم القبائل للتعامل بطريقة أكثر توحيدًا مع الحكومة الأمريكية. لقد أرادوا تحدي الحكومة بشأن فشلها في تنفيذ المعاهدات، والعمل ضد سياسة إنهاء القبائل، وتحسين الرأي العام وتقدير الثقافات الهندية.
تم التنظيم الأولي للـ NCAI إلى حد كبير من قبل الرجال الأمريكيين الأصليين الذين عملوا في مكتب الشؤون الهندية، ومثلوا العديد من القبائل. من بين هذه المجموعة كان D'Arcy McNickle من BIA. و في المؤتمر الوطني الثاني حضرت النساء الهنديات كممثلات بأعداد مساوية للرجال. قررت الاتفاقية أنه ينبغي استبعاد موظفي BIA من الخدمة كضباط عموميين أو أعضاء في اللجنة التنفيذية. كان أول رئيس لـ NCAI نابليون بي جونسون، قاضياً في ولاية أوكلاهوما. كان السكرتير الأول وأمين الصندوق كما كان يعمل كعضو منتخب في الهيئة التشريعية لولاية أوكلاهوما. من عام 1945 إلى عام 1952 ، كانت السكرتيرة التنفيذية للهيئة الوطنية للرقابة والمحاسبة هي روث موسكرات برونسون، التي أسست خدمة الأخبار التشريعية للمنظمة. كان عمل برونسون تطوعيًا إلى حد كبير، حيث لم تكن المنظمة قادرة على تحمل أجرها للعمل كسكرتيرة تنفيذية لها.
في عام 1950 ، أصبح جون راينر أول مدير تنفيذي مدفوع الأجر لـ NCAI. تم استبداله برونسون في عام 1951 ، الذي استقال في عام 1952. في العام 1953 حل (WW Short) محل جونسون كرئيس NCAI. في عام 1954 تم استبدال شورت بجوزيف غاري، وهو من قدامى المحاربين في كل من الحرب العالمية الثانية والحرب الكورية . وسع غاري الاتجاه التنظيمي بشكل كبير بعيدًا عن تركيزه على قضايا الأمريكيين الأصليين في السهول الكبرى والجنوب الغربي، مما يجعله أكثر شمولاً للقبائل في الغرب الأوسط والشمال الغربي .

## الأهداف الرئيسية للكونغرس
- الحصول على جميع الحقوق للهنود بموجب الدستور والقوانين في الولايات المتحدة[3]
- توسيع وتحسين الفرص التعليمية المقدمة لـ الهنود
- تحسين طرق العثور على عمل منتج وتطوير الموارد القبلية والفردية
- زيادة عدد وجودة المرافق الصحية
- تسوية المطالبات الهندية بإنصاف
- الحفاظ على القيم الثقافية الهندية

## دستور الكونغرس
ينص دستور NCAI على أن أعضائها يسعون إلى تزويد أنفسهم وأحفادهم بالقوانين والحقوق والمزايا التقليدية . تسرد اللوائح وقواعد النظام فيما يتعلق بالعضوية والسلطات والمستحقات. هناك أربع فئات للعضوية: القبيلة، والفرد الهندي، والشريك الفردي، والشريك في المنظمة. وان حق التصويت محجوز لأفراد القبائل والهنود. وفقًا للقسم ب من المادة الثالثة فيما يتعلق بالعضوية، فإن أي قبيلة أو فرقة أو مجموعة من الهنود الأمريكيين وسكان ألاسكا الأصليين ستكون مؤهلة للعضوية القبلية بشرط أن تفي بالمتطلبات التالية
1- يقيم عدد كبير من أعضائها على في نفس المنطقة العامة.
2- لديها منظمة قبلية، مع ضباط منتظمين ووسائل التعامل التجاري والوصول إلى عدد دقيق بشكل معقول من أعضائها ؛
3- إنها ليست مجرد فرع أو جزء من قبيلة منظمة نفسها مؤهلة للعضوية
4- تم الاعتراف بها كقبيلة أو مجموعة أخرى من الأمريكيين الأصليين من قبل وزارة الداخلية .

## نجاحات الكونغرس
- في عام 1949 ، وجهت NCAI اتهامات ضد التحيز الوظيفي الفيدرالي تجاه الهنود
- في عام 1950 ، أثرت NCAI على الإدراج شرط عدم التحفظ في قانون ولاية ألاسكا . يزيل هذا البند الحظر المفروض على التحفظات على سكان ألاسكا الأصليين.
- في 8 يوليو 1954 ، فازت NCAI في معركتها ضد التشريع الذي كان من شأنه أن يسمح للولايات باتخاذ الولايات القضائية المدنية والجنائية على الهنود.
- في 19 حزيران (يونيو) 1952 ، تم افتتاح منتدى المساعدة الذاتية في ولاية يوتا حيث اقترح 50 وكيلًا لـ 12 مجموعة عدة خطط عمل للمساعدة الذاتية
- كان للهنود اتفاقيات على مستوى البلاد وتناولوا مواضيع مختلفة مثل الرعاية الصحية والتوظيف والتوظيف وقضايا السلامة
- في عام 2015 نجحت المنظمة في الضغط على ولاية كاليفورنيا لحظر مصطلح "redskins " وهو اسم فريق كرة قدم محترف في واشنطن، من استخدامه من قبل المدارس العامة في ولاية كاليفورنيا.

## قضايا حالية
تشمل القضايا والموضوعات الحالية الأخرى:
- حماية البرامج والخدمات لصالح الهنود العائلات، التي تستهدف على وجه التحديد الشباب الهنود وكبار السن
- تعزيز ودعم التعليم الهندي، بما في ذلك تعليم البداية المبكرة والتعليم الابتدائي وما بعد الثانوي وتعليم الكبار
- تحسين الرعاية الصحية الهندية، بما في ذلك الوقاية من مواد الأحداث سوء المعاملة، والوقاية من فيروس نقص المناعة البشرية / الإيدز والأمراض الرئيسية الأخرى
- دعم حماية البيئة وإدارة الموارد الطبيعية
- حماية الموارد الثقافية الهندية وحرية الدين
- تعزيز حقوق الفرص الاقتصادية الهندية داخل وخارج الحجوزات، بما في ذلك تأمين البرامج لتوفير حوافز للتنمية الاقتصادية وجذب رأس المال الخاص إلى الدولة الهندية
- حماية حقوق جميع الهنود إلى سكن لائق وآمن[4] وبأسعار معقولة ".

## وصلات خارجية
لماذا فشل الهنود الحمر، قناة العربية